# Red Silent Tides
Red Silent Tides je šesté album od italské heavy-folk-symfonic metalové kapely Elvenking.

## Seznam skladeb
1. Dawnmelting
2. The Last Hour
3. Silence de mort
4. The Cabal
5. Runereader
6. Possession
7. Your Heroes are Dead
8. Those Days
9. This Nightmare Will Never End
10. What’s Left of Me
11. The Play of the Leaves